# The Midnight Man (film 2016 Zariwny)
The Midnight Man è un film del 2016 diretto da Travis Zariwny. 
Si tratta di un film horror, sceneggiato dallo stesso regista Travis Zariwny con protagonisti Gabrielle Haugh, Lin Shaye e Grayson Gabriel, remake del film low budget irlandese Midnight Man diretto da Rob Kennedy.
La storia narrata nel film trae ispirazione da una creepypasta, ossia una leggenda metropolitana nata su internet: esistono infatti siti, blog e forum dedicati a questo genere, e spesso - come nel caso del personaggio di Slender man, nato da un photocontest - ne sono venuti fuori nuove figure cult del cinema horror. È da una di queste storie, il "gioco di mezzanotte", da cui nasce il film di Travis Zariwny.

## Trama
In una notte d'inverno del 1953, tre bambini, Anna, suo fratello Max e la loro amica Mary, stanno giocando a un gioco demoniaco nella soffitta di Anna, seduti all'interno di un cerchio di sale mentre cercano di accendere delle candele per difendersi da un demone chiamato l'Uomo di Mezzanotte, che uccide Mary e insegue gli altri; Max esce dalla porta principale, violando le regole e venendo ucciso a sua volta. Anna è l'unica a sopravvivere.
Nel presente, Anna è una donna anziana affetta da una lieve demenza. Rimasta sola dopo la morte del marito e della figlia, di lei si prende cura la nipote Alexandra, detta "Alex", che abita con la nonna nella stessa casa dove giocò la prima volta. La nonna è un po' svanita, straparla, cambia umore, a volte è gentile e grata, altre brusca e impositiva. Una sera d'inverno, Alex sente dei rumori e va da Anna, che le chiede di prendere il suo specchio a mano da un vecchio baule in soffitta. Al telefono, l'amico di Alex, Miles, si offre di venire a trovarla. Alex guarda nel baule, trovando alcune reliquie tra cui una vecchia pistola e proiettili, insieme allo specchio a mano e una misteriosa scatola ben chiusa. Miles la raggiunge e aprono la scatola, trovando un ago da cucito, candele, fiammiferi, una saliera e un foglio di carta strappato con le regole per giocare al Gioco di Mezzanotte, insieme a un altro foglio con alcuni nomi e gocce di sangue accanto a ciascuno. Anna, spaventata, li vede e, prima di crollare svenuta, li accusa di aver aperto il gioco.
Alex convoca subito il dottor Harding (medico di Anna e vecchio amico di famiglia) e il suo assistente Alan, che le danno istruzioni per le sue cure. Harding porge ad Alex le sue condoglianze per la morte della madre avvenuta quando era bambina e se ne va con Alan. Miles e Alex, spinti dalla curiosità, iniziano a seguire il rito descritto nelle regole del gioco, aggiungendo i loro nomi e il loro sangue alla lista e bussando alla porta d'ingresso a mezzanotte, mentre Anna li sente dalla sua stanza. Accendono le candele e aspettano, ma sentono solo Anna parlare all'interfono. Alex torna da lei mentre Miles cerca la parte mancante delle regole, ma lei trova la stanza vuota e cerca nel bagno, dove l'Uomo di Mezzanotte la mette all'angolo e la inzuppa di sangue mentre Anna spegne la candela di Alex. Miles, ancora in soffitta, trova la seconda parte, più tetra, delle regole; spegne la sua candela per testare il gioco e viene anche lui torturato dall'Uomo di Mezzanotte, che gli infligge dolore. Miles scappa e va da Alex; entrambi si rendono conto che il gioco è reale.
Arriva la loro amica Kelly, che Miles aveva invitato prima, e le spiegano il gioco. Incredula, lei si unisce comunque al gioco per divertimento, nonostante i loro avvertimenti. Entrano in una stanza piena di perdite di tubi; le loro candele si spengono brevemente mentre l'Uomo di Mezzanotte si avvicina e si rivela solo ad Alex mentre lei guarda nello specchio a mano; una perdita spegne la candela di Kelly e, poiché non riescono a riaccenderla, formano un cerchio di sale attorno a lei e se ne vanno per cercare un'altra candela. L'Uomo di Mezzanotte appare e lancia acqua che rompe il cerchio, riuscendo ad attaccare Kelly con le visioni di un coniglio bianco che aveva ucciso quando era bambina. Alex e Miles, incapaci di trovare altre candele, incontrano il dottor Harding nel soggiorno; il quale rivela di essere a conoscenza del gioco e dell'Uomo di Mezzanotte. 
Il medico racconta che anni fa, quando Anna e i suoi amici giocarono per la prima volta, anche lui era in casa, ma fu risparmiato dall'Uomo di Mezzanotte poiché non stava giocando. Anna fu l'unica superstite, ma nonostante ciò lei continuò ancora a giocarci negli anni, attirando sempre più persone tra cui sua figlia, la madre di Alex, che si è impiccata davanti ad Alex, spinta dall'Uomo di Mezzanotte. Harding spiega anche che l'Uomo di Mezzanotte è un'antica entità pagana il cui unico scopo è quello di infliggere pene e dolore agli altri. Afferma inoltre che l'Uomo di Mezzanotte odia perdere e che a volte tende a "raggirare le regole" del gioco.
Alex, Miles e Harding trovano Kelly con la gola tagliata. Raggiunta la soffitta, il trio s'imbatte in Anna, ora completamente controllata dall'Uomo di Mezzanotte. Alex e Miles si riparano all'interno del cerchio di sale, mentre Harding tenta di far rinsavire Anna, ma quest'ultima lo aggredisce e lo uccide. In seguito si sfoga verbalmente sui ragazzi, e Alex le spara in testa con la vecchia pistola di suo nonno, uccidendola. Scoccano le ore 03:30 del mattino (il gioco era predisposto per finire alle ore 03:33 del mattino), i due ragazzi dichiarano la vittoria all'Uomo di Mezzanotte, che se ne va portandosi dietro il cadavere di Anna.
Un'ora dopo Alex propone di distruggere il gioco, mentre Miles si avvicina al corpo del dottore nota il suo orologio da polso, scoprendo che non sono ancora le 03:33. In un flashback viene mostrato che l'Uomo di Mezzanotte, pur di non perdere al suo stesso gioco, ha messo tutti gli orologi in casa avanti di un'ora per ingannare i ragazzi. Miles avvisa Alex, ma in quel momento l'Uomo di Mezzanotte appare e uccide il ragazzo, per poi rivolgere le sue attenzioni ad Alex, dichiarandole che il gioco per lei è finito.
Qualche tempo dopo, Alan e suo figlio sono a un mercatino dell'usato in casa; Alan dice al figlio che conosceva le persone che ci avevano vissuto, mentre il ragazzo trova la scatola ancora una volta ben chiusa, scuotendola prima di chiedere se può prenderla. Alan acconsente e se ne vanno, mentre il ragazzo dice che spera che sia un gioco.

## Produzione
Il film è stato presentato in anteprima mondiale in Canada il 30 settembre 2016, ma non è stato pubblicato nella maggior parte dei mercati fino al 2018.

## Accoglienza
Su Rotten Tomatoes, il film ha un indice di gradimento del 33% basato su 6 recensioni; i componenti del pubblico che lo hanno valutato sulla medesima piattaforma gli hanno invece assegnato una valutazione leggermente migliore.